# Jonaz
Pour les articles homonymes, voir Chichimèque (homonymie).
Le jonaz, chichimèque ou chichimèque jonaz, est une langue amérindienne  parlée au Mexique par les Chichimèques.

## Classification
Le jonaz fait partie du groupe langues oto-pames de la famille des langues otomangues.